# Lou Fant
Lou Fant (13 de diciembre de 1931 - 11 de junio de 2001) fue un maestro pionero, autor y experto en lenguaje de señas americano (ASL). También fue actor de cine, televisión y teatro. Nativamente bilingüe en ASL e inglés, a menudo desempeñaba roles relacionados con el lenguaje de señas y los sordos.
Su vida se centró en la defensa y la enseñanza para los sordos. 

## Vida personal y educación
Fant nació el 13 de diciembre de 1931 en Greenville, Carolina del Sur. Era el único hijo de padres sordos, Louie Judson Fant y Hazeline Helen Reid. Aunque escuchó, aprendió ASL como lengua materna de sus padres. Se mudaron a Dallas en 1944, donde se graduó de la Universidad de Baylor, y luego recibió su maestría en Educación Especial de la Universidad de Columbia .
En Baylor, conoció y se casó con Lauralea Irwin. Se mudaron a Nueva York y luego a Washington D. C., donde enseñó en el Gallaudet College . Tuvieron cuatro hijos y permanecieron casados hasta su muerte en 1988. Fant luego se casó con Barbara Bernstein, y estuvo casada con ella hasta su muerte en Seattle de fibrosis pulmonar.

## Carrera
Comenzó su carrera docente en la Escuela para Sordos de Nueva York, luego en la Universidad Gallaudet en Washington D. C. 
En 1967, Fant ayudó a establecer el Teatro Nacional de Sordos en Waterford, Connecticut y el Registro de Intérpretes para Sordos .
Fant también fue un poeta del lenguaje de señas, utilizando alteraciones creativas en el espacio y el tiempo de los signos comunes para crear un tipo de arte de performance del lenguaje de señas.
Fant dirigió el Programa de formación de intérpretes de Seattle Central Community College de 1989 a 2000, hasta su jubilación.

### Carrera de Hollywood
En la década de 1970, Fant se mudó al sur de California para seguir su carrera como actor. Fant participó en numerosas producciones televisivas, incluyendo General Hospital y Little House on the Prairie, y en películas, como Looking for Mr. Goodbar . También fue entrenador de lenguaje de señas para algunos actores conocidos, como Henry Winkler, Diane Keaton, Robert Young y Melissa Gilbert . Entrenó a actores en el uso del lenguaje de señas para Hijos de un Dios Menor . También apareció en comerciales de televisión. Mientras estaba en el sur de California, también fue coanfitrión de un programa de entrevistas, "Off Hand", con Herb Larson, un instructor sordo en la Universidad Estatal de California en Northridge, donde Fant también enseñó clases de ASL.

## Publicaciones
Fant publicó nueve libros y contribuyó a ocho películas promoviendo el uso del lenguaje de señas. His Ameslan: An Introduction to American Sign Language (1972) fue el primer libro diseñado para enseñar ASL como un lenguaje único y no como un simple léxico de signos.

## Filmografía
| Año  | Título                    | Papel                                  | Notas         |
| ---- | ------------------------- | -------------------------------------- | ------------- |
| 1972 | Pete 'n' Tillie           | Invitado a la fiesta                   | Sin acreditar |
| 1974 | Aeropuerto 1975           | Needlepoint Woman's Husband - Pasajero | Sin acreditar |
| 1976 | Las chicas de Pom Pom     | Principal                              |               |
| 1977 | Buscando al señor Goodbar | Profesor                               |               |
| 1980 | Resurrección              | Harvey                                 |               |
| 1981 | Amy                       | Lyle Ferguson                          |               |
| 1985 | Tuff Turf                 | Señor croyden                          |               |